# 天鶴座ο
天鶴座ο，又名CP-5310461，HD 220729、SAO 247874、HR 8907，是天鶴座的一颗恒星，视星等为5.52，位于銀經328.86，銀緯-59.92，其B1900.0坐标为赤經23h 21m 0.9s，赤緯-53° -59.92′ 30″。